# Lake Taylor
Der Lake Taylor ist ein See in der Region Canterbury auf der Südinsel von Neuseeland.

## Geographie
Der Lake Taylor befindet sich auf einer Höhe von 588 m zwischen dem östlichen und dem westlichen Teil des Lake Sumner Forest Park, rund 4,5 km südlich des Lake Sumner und rund 83 km nordnordwestlich von Christchurch. Der See, der nur durch einen bis zu rund 1 km breiten Bergrücken vom nordöstlich liegenden Lake Sheppard getrennt ist, besitzt eine Flächenausdehnung von rund 2,07 km². Seine Länge beträgt rund 3,15 km in Nordwest-Südost-Richtung und seine maximale Breite rund 1,05 km in Südwest-Nordost-Richtung.